# ペーテル・ケイセル
ピーテル・ディルクスゾーン・ケイセルまたはペーテル・ケイザー（オランダ語: Pieter Dirkszoon Keyser、ラテン語：ペトルス・テオドリ Petrus Theodori またはテオドルス Petrus Theodorus 、1540年 - 1596年9月）は、オランダ（ネーデルラント）の航海士である。南半球からみえる恒星の星図を作ったことで知られる。ミドルネームは父ディーデリック（オランダ語：Diederik 、ラテン語：Theodorus 、Theodori は属格）にちなむ父称である。

## 航海と天体観測
天体観測と東インド諸島の航海以外の彼の生涯についてはほとんど知られていない。
1595年4月2日、ケイセルは、コルネリス・デ・ハウトマンの指揮の下にオランダ最初の東インド諸島への航海としてテセルから出航した4隻の艦隊に、航海長として参加した。彼は、地図製作者ペトルス・プランシウスに数学と天文学の教えを受けていた。プランシウスはオランダの東インド諸島遠征の推進者であり、ケイセルに当時ほとんど空白となっていた南天の星図作成について手ほどきをしていた。9月13日にマダガスカル島で新鮮な補給を受けるまでの間に、主に脚気によって248人の水夫の内71名が死亡していた。マダガスカル島で回復と修理のために数ヶ月滞在した間に、ケイセルは大半の観測をおこなったと考えられている。観測には、フレデリック・デ・ハウトマンとフェフテル・ヴィレムス（Vechter Willemsz）の助力があった。1596年2月にマダガスカルを出航した4ヶ月後、スマトラからジャワ島のバンタムに到着した。おそらくポルトガルによる妨害や経験不足から取引はうまくいかず、艦隊は飲料水と補給品を探すためにスンダ海峡を横断しなければならなかった。この航海中にケイセルは死亡したらしい。1597年8月14日、ハウトマンを含む生き残った81人はテセルに帰還し、ケイセルの観測結果はハウトマンからプランシウスに渡されたと考えられている。

## 星座
ケイセルとハウトマンの観測結果からプランシウスは、現代になお引き継がれる南天の12の新しい星座を発表した。星座のほとんどは、16世紀に航海者たちが南半球で遭遇した新しい動物や事物（極楽鳥、カメレオン、オオハシ、トビウオ）に因んで命名された。これらは、1597年後半に大ヨドクス・ホンディウス（Jodocus Hondius 、オランダ語：ヨースト・デ・ホント Joost de Hondt）が製作したプランシウスの地球儀に記された。ヴィレム・ヤンスゾーン・ブラウー（Willem Janszoon Blaeu）は、これらを1602年に製作した地球儀に複写し、1603年にもハウトマンの2度目の航海の間の観測に基づいて地球儀を製作した。ヨハン・バイエルは全天恒星図『ウラノメトリア』の製作にあたって、南天の星座をプランシウスらの地球儀から引用し「ペトルス・テオドリの星図から」と明記したが、これらの製作物があまり知られていなかったため、南天の星座を考案したのがバイエルであると誤解された。
ケイセルを記念して、小惑星(10655) は Pietkeyser と命名された。